# Upplands runinskrifter 960
Upplands runinskrifter 960 är en runsten vid Vaksala kyrka, Uppsala. Av stenen finns två bevarade fragment. Det ena fragmentet står rest utanför kyrkan och det andra är inmurat i kyrkväggen. Det förstnämnda Fragmentet hittades som tramphäll i den medeltida portalen i korets nordvägg. Enligt en uppgift i femte bandet av Upplands Fornminnesförenings Tidskrift (1876) har ytterligare ett runstensfragment tillhörande U 960 förvarats i kyrktornet. Var detta tredje fragmentet nu finns är oklart (2012).

## Inskrift
Translitterering av runraden:
+ hakuno ¤ auk ¤ ostriþr ¤ kirþu ... ¤ sun ¤ snialan ¤ saʀ × hit ×× iriks × kuþ × tr... ...
Normalisering till runsvenska:
Hakon ok Æstriðr gærðu ... sun sniallan. Saʀ het Æirikʀ. Guð dr[ottinn] ...
Översättning till nusvenska:
Håkon och Astrid gjorde [minnesmärket efter ... sin] raske son. Han kallades … Eriks. Gud dr[otten] …